# Andreas Rickenbach
Andreas Rickenbach (1968) è un ex sciatore alpino e allenatore di sci alpino statunitense.

## Biografia

### Carriera sciistica
Specialista delle prove veloci originario di Pleasanton, fece parte della nazionale statunitense dal 1985 al 1989. In Coppa Europa nella stagione 1986-1987 fu 8º nella classifica di discesa libera e ai Campionati statunitensi 1987 vinse la medaglia d'argento nella discesa libera e quella di bronzo nel supergigante; non prese parte a rassegne olimpiche né ottenne piazzamenti in Coppa del Mondo o ai Mondiali di Vail 1989, gli unici cui prese parte.

### Carriera da allenatore
Dopo il ritiro è stato allenatore di sci alpino nei quadri della Federazione sciistica degli Stati Uniti, seguendo la squadra femminile di Coppa del Mondo dal 1994 al 1998; è sposato con l'ex sciatrice Kirsten Clark.

## Palmarès

### Coppa Europa
- Miglior piazzamento in classifica generale: 31º nel 1987

### Campionati statunitensi
- 2 medaglie (dati parziali, dalla stagione 1986-1987):
  - 1 argento (discesa libera[2] nel 1987)
  - 1 bronzo (supergigante[2] nel 1987)